# Токат (провінція)
Тока́т (тур. Tokat) — провінція в Туреччині, розташована в Чорноморському регіоні. Столиця — Токат.
| Туреччина | Це незавершена стаття з географії Туреччини. Ви можете допомогти проєкту, виправивши або дописавши її. |